# Вознесенська сільська рада (Згурівський район)
| Вознесенська сільська рада (до 2017 року — Жовтнева) — орган місцевого самоврядування у Згурівському районі Київської області з адміністративним центром у с. Вознесенське. Історична дата утворення: в 1921 році. Водоймища на території, підпорядкованій даній раді: р. Перевід. Сільській раді підпорядковані населені пункти: - с. Вознесенське - с. Вишневе - с. Гречана Гребля |

Згідно з даними Всеукраїнського перепису 2001 року населення становить 690 осіб (Вознесенське — 485, Гречана Гребля — 86, Вишневе — 17).

## Склад ради
Рада складається з 12 депутатів та голови.

### Керівний склад ради
| ПІБ                         | Основні відомості                                                               | Дата обрання | Дата звільнення |
| --------------------------- | ------------------------------------------------------------------------------- | ------------ | --------------- |
| Семененко Галина Михайлівна | Сільський голова, 1959 року народження, освіта                                  | 26.03.2006   | 31.10.2010      |
| Шовкун Тетяна Олександрівна | Сільський голова, 1970 року народження, освіта середня спеціальна, позапартійна | 31.10.2010   |                 |

Примітка: таблиця складена за даними джерела